# Ourioupinsk
Ourioupinsk (en russe : Урюпинск) est une ville de l'oblast de Volgograd, en Russie, et le centre administratif du raïon Ourioupinski. Sa population s'élevait à 39 171 habitants en 2015.

## Géographie
Ourioupinsk est située à 292 km — 340 km par la route — au nord-ouest de Volgograd, sur la rive gauche de la rivière Khoper, un affluent du Don.

## Histoire
La localité aurait été fondée vers 1400 ou, plus probablement, en 1618, sous le nom d’Ourioupine. C'était un avant-poste des Cosaques du Don, à la frontière méridionale de la principauté de Riazan. À partir de 1857, elle était le siège de la foire de Pokrovskaïa, un centre de commerce au sud-est de la grande plaine d'Europe orientale. En 1929, elle reçut le statut de ville et fut renommée Ourioupinsk. De 1954 à 1957, la ville fit partie de l'éphémère oblast de Balachov.

## Population
Recensements (*) ou estimations de la population
| 1897*  | 1926*  | 1931   | 1939*  | 1959*  | 1970*  | 1979*  |
| ------ | ------ | ------ | ------ | ------ | ------ | ------ |
| 11 286 | 14 436 | 17 300 | 21 686 | 31 546 | 38 192 | 40 229 |

| 1989*  | 2002*  | 2010*  | 2012   | 2013   | 2014   | 2015   |
| ------ | ------ | ------ | ------ | ------ | ------ | ------ |
| 42 954 | 41 960 | 41 590 | 40 825 | 40 142 | 39 171 | 38 758 |

## Économie
Ourioupinsk possède une usine de grues (Ourioupinski Kranovy Zavod) et des industries légères, notamment alimentaires.